# Bukit Cermin
Bukit Cermin is een bestuurslaag in het regentschap Tanjung Pinang van de provincie Riouwarchipel, Indonesië. Bukit Cermin telt 7752 inwoners (volkstelling 2010).